# Кюренг-Ат
Кюренг-Ат (якут. Күрэҥ Ат) — село в Намском улусе Якутии России. Административный центр и единственный населённый пункт Искровского наслега.

## География
Село находится в пределах Центрально-Якутской равнины, в долине Энсиэли, у озера Кюренг-Ат, на автодороге Намцы — Ергёлёх, на расстоянии 26 км от села Намцы, административного центра улуса.

### Климат
Средняя температура января −42 °C, июля +17…+18 °С. Осадков выпадает около 200—250 мм в год.

## Население
| 2002 | 2010 | 2012 | 2013 | 2014 | 2015 | 2016 | 2017 | 2018 | 2019 | 2020 |
| ---- | ---- | ---- | ---- | ---- | ---- | ---- | ---- | ---- | ---- | ---- |
| 199  | ↗202 | ↘198 | ↘197 | ↘184 | ↗199 | ↘198 | ↘193 | ↗202 | ↘201 | ↗206 |
| 2021 |      |      |      |      |      |      |      |      |      |      |
| ↘202 |      |      |      |      |      |      |      |      |      |      |

### Национальный состав
Согласно результатам переписи 2002 года, в национальной структуре населения якуты составляли 98 % из 199 чел.

## Улицы
- ул. Винокурова,
- ул. Лесная,
- ул. Озёрная,
- пер. Ойбон Эбэ,
- ул. Победы.

## Экономика
Животноводство (мясо-молочное скотоводство, мясное табунное коневодство) и возделывание зерновых культур.

## Инфраструктура
Действуют учреждения здравоохранения и торговли. Село газифицировано.